# Prokoenenia asiatica
Prokoenenia asiatica is een spinnensoort in de taxonomische indeling van de Palpigradi.
Het dier komt uit het geslacht Prokoenenia. Prokoenenia asiatica werd in 1994 beschreven door Condé.